# 姶良市立帖佐小学校
姶良市立帖佐小学校（あいらしりつちょうさしょうがっこう）は鹿児島県姶良市鍋倉にある公立小学校。

## 概要
学級数15学級・児童数360名である（2007年5月22日現在）。

## 沿革
1866年（慶応2年）に、鹿児島市出身の松崎堯太郎を招いて漢学の講義を開始したのが起源とされている。1869年（明治2年）に現在地に移転し、明道館と称した。1871年（明治4年）外城第二十郷校と改称し、1872年（明治5年）に米山小学校となった。以降、高等科の設置と廃止により名称の変更がある。1910年（明治44年）の建昌小学校設置に際しては、菅原小学校の校区の一部が編入されている。また、帖佐村内で高等科のある唯一の学校であったが、1927年（昭和2年）に建昌小学校、三叉小学校（現在の三船小学校）にも高等科が設置された。しかし高等科3年生は依然として本校に通う制度となった。戦時中の国民学校を経て、第二次世界大戦後に帖佐小学校となっている。

### 年表
- 1866年（慶応2年） - 松崎堯太郎による漢学の教授を開始。
- 1869年（明治2年） - 現在地に移転し、明道館と称する。
- 1871年（明治4年） - 外城第二十郷校と改称、算術の授業開始。
- 1872年（明治5年） - 米山小学校と改称、正則授業開始。
- 1886年（明治19年） - 米山高等尋常小学校と改称。
- 1892年（明治25年） - 米山尋常小学校と改称。
- 1901年（明治34年） - 帖佐尋常高等小学校と改称。
- 1911年（明治44年） - 菅原尋常小学校の校区の一部を編入、残りは建昌尋常小学校へ。
- 1919年（大正8年） - 高等科3年を増設。
- 1924年（大正13年） - 敷地の拡張、校舎の改築。
- 1927年（昭和2年） - 建昌・三叉小学校に高等科が設置されたことに伴い、高等科1年・2年の校区が変更される。
- 1941年（昭和16年）4月1日 - 帖佐国民学校と改称。
- 1947年（昭和22年） - 帖佐町立帖佐小学校と改称。
- 1955年（昭和30年）1月1日 - 町村合併により、姶良町立となる。
- 1957年（昭和32年）5月 - 鉄筋コンクリート校舎完成、総工費2187万8000円、1,439平方メートル。
- 1959年（昭和34年） - 完全給食実施。
- 1964年（昭和39年） - 体育館完成、総工費810万円、450平方メートル。
- 1974年（昭和49年） - プール完成。
- 1981年（昭和56年）3月 - 校舎増改築。
- 1986年（昭和61年）2月 - 給食室完成。
- 1989年（平成元年）1月 - 鉄筋コンクリート校舎増築。
- 2010年（平成22年）3月23日 - 合併により姶良市立となる。
- 2012年 (平成24年) 10月　-新設トイレ完成